# Amblyeleotris neglecta
Amblyeleotris neglecta là một loài cá biển thuộc chi Amblyeleotris trong họ Cá bống trắng. Loài cá này được mô tả lần đầu tiên vào năm 2009.

## Từ nguyên
Tính từ định danh neglecta trong tiếng Latinh có nghĩa là “bị lãng quên; bị bỏ qua”, hàm ý đề cập đến việc loài cá này đã được thu thập và chụp ảnh từ trước đó, nhưng đến 34 năm sau mới được công nhận là một loài mới vào năm 2009.

## Phạm vi phân bố và môi trường sống
A. neglecta hiện chỉ được biết đến tại vịnh Aqaba (phía bắc Biển Đỏ), thuộc bờ biển thành phố Eilat (Israel).
Ba mẫu vật của A. neglecta được thu thập vào khoảng năm 1974–1975 ở độ sâu 15 m, được tìm thấy trên nền cát có các mảng cỏ biển Halophila stipulacea. Bức ảnh chụp dưới nước của A. neglecta vào năm 1986 ở độ sâu gần 34 m cho thấy chất nền bao gồm cát thô và sỏi.

## Loài bị đe dọa
A. neglecta chỉ được ghi nhận tại một địa điểm duy nhất là khu vực gần một nhà máy khử muối, là nguồn gây ô nhiễm và biến đổi môi trường sống của loài này. Mặc dù nhà máy này đã ngừng hoạt động, nhưng vùng nước ngoài khơi bờ biển Eilat đã bị ô nhiễm đến từ những nguồn khác, bao gồm ngành du lịch và nuôi cá lồng. Do chỉ được biết đến từ một địa điểm mà môi trường sống đã bị suy thoái, A. neglecta được xếp vào danh mục Loài nguy cấp theo Sách đỏ IUCN. Tuy nhiên, nếu phạm vi phân bố đã biết của loài này được mở rộng, thì trong tương lai loài này có khả năng được đưa vào nhóm loài bị đe dọa ở mức thấp hơn.

## Mô tả
Chiều dài cơ thể lớn nhất được ghi nhận ở A. neglecta là 5,4 cm (chiều dài chuẩn: standard length). Đầu và thân màu trắng, có 5 sọc khoanh màu nâu cam. Sọc đầu tiên nằm trên nắp mang, có thể bị đứt đoạn, phần trên cùng của sọc này sẫm màu nhất. Khoảng trắng giữa các sọc có nhiều đốm chấm và vạch ngắn màu nâu nhạt. Vây lưng có các đốm xanh lam viền đen. Vây đuôi có vệt hình vòng cung màu nâu sẫm ở gốc.
Số gai vây lưng: 7; Số tia vây lưng: 12–14; Số gai vây hậu môn: 1; Số tia vây hậu môn: 13–15; Số gai vây bụng: 1; Số tia vây bụng: 5; Số tia vây ngực: 18–19.

## Sinh thái
Như những loài Amblyeleotris khác, A. neglecta sống cộng sinh với tôm gõ mõ Alpheus, tuy nhiên không thể xác định đó là loài tôm nào do không có mẫu vật được thu thập hay ảnh chụp của chúng.